# Arbeitsgemeinschaft kunsthistorischer Bildarchive und Fototheken
Die Arbeitsgemeinschaft kunsthistorischer Bildarchive und Fototheken (AKBF) wurde 2004 gegründet und ist ein Zusammenschluss von Bildarchiven deutscher Forschungs- und Kulturinstitutionen. Gemeinsam verfolgen sie das Ziel, eine Strategie für die Zukunft der analogen Bildarchive und Fototheken im digitalen Zeitalter zu entwickeln. Neben dem Aufbau einer umfassenden Infrastruktur für die digitale Präsentation fotografischen Bildmaterials aus Kunst, Kultur und Wissenschaft bemühen sich die Partner vor allem um die Erarbeitung und Etablierung von Standards und best-practice-Empfehlungen für die Archivierung, Katalogisierung und Digitalisierung fotografischer Bestände. Ein besonderer Fokus liegt dabei auf der Erschließung von historischem Fotomaterial als Bestandteil des kulturellen Erbes.
Aktuell verfügt die AKBF über mehr als 14 Millionen Fotografien zur Kunst- und Kulturgeschichte, von denen bereits erhebliche Teile über gemeinsame Online-Portale im Internet zugänglich sind.

## Zugehörige Einrichtungen
Der AKBF gehören derzeit die Deutsche Fotothek/SLUB Dresden, die Photothek des KHI (Kunsthistorisches Institut in Florenz – Max-Planck-Institut), das RBA (Rheinisches Bildarchiv) und das Museumsreferat der Stadt Köln, das Deutsche Dokumentationszentrum für Kunstgeschichte – Bildarchiv Foto Marburg, das Bildarchiv im Herder-Institut für historische Ostmitteleuropaforschung – Institut der Leibnitz Gesellschaft in Marburg, die Photothek im Zentralinstitut für Kunstgeschichte in München, die Fotothek der Bibliotheca Hertziana – Max-Planck-Institut in Rom an.